# Carviçais
Carviçais ist eine Gemeinde (Freguesia) im portugiesischen Kreis Torre de Moncorvo. In ihr leben 510 Einwohner (Stand 19. April 2021).

## Verkehr
Durch die Gemeinde verläuft die Straße N220.